# David Boe
David Boe (Duluth, 11 de março de 1936 - Glenview, 28 de abril de 2020) foi um organista e pedagogo, chefe do departamento de órgãos do Oberlin Conservatory of Music, onde lecionou de 1962 a 2008. Foi mais notável por seu trabalho como pedagogo, tendo treinado um grande número de organistas durante seu tempo em Oberlin.

## Biografia
Estudou no St. Olaf College, Universidade de Syracuse e na Europa como bolsista da Fulbright, onde seus professores foram Helmut Walcha e Gustav Leonhardt.
Desde 1962, Boe ensinou centenas de organistas em Oberlin, incluindo seu colega James David Christie. Aposentou-se em maio de 2008, após 46 anos de ensino.

## Morte
Morreu em 28 de abril de 2020, devido com as complicações da COVID-19 no Glenbrook Hospital em Glenview, Illinois.